# كينولين
كينولين هو مركب عضوي عطري حلقي غير متجانس صيغته الكيميائية C9H7N. هو سائل رطب عديم اللون له رائحة قوية. العينات المعتقة، وخاصة إذا تعرضت للضوء، تصبح صفراء ثم تتحول للون البني.
الكينولين قليل الذوبان في الماء البارد لكنه يذوب بسرعة في الماء الساخن ومعظم المحاليل العضوية. مادة الكينولين في حد ذاتها لها استعمالات قليلة، لكن تدخل الكثير من مشتقاته في التطبيقات المتنوعة. من أبرز الأمثلة الكينين، شبه قلوي يوجد في النباتات. وتلعب 4-Hydroxy-2-alkylquinolines (HAQs) دوراً في مقاومة المضادات الحيوية.

## الخواص الفيزيائية و الكيميائية للكينولين
الكينولين سائل لا لون له. له رائحة مميزة وغير منفرة .  يتطاير مع البخار .  شحيح الذوبان في الماء ويذوب في أغلب المذيبات العضوية .  qويكون الكينولين أملاحا متبلورة مثل الهدروكلوريد الكبريتات , وهي تذوب في الماء .أما ملح ثاني الكرومات الناتج من إضافة ثاني كرومات البوتاسيوم على هدروكلوريد الكينولين , فهي شحيحة الذوبان في الماء وتنفصل على هيئة بلورات صفراء لامعة
كينولين وهي نواة بنزن + بيريدين (ملتحمتين) وتميز وفقاً لطريقة ارتباطهما:
-إما أن تكون N مجاورة مباشرة للبنزن عندها يكون رقمها 1والمركب هو Quinoline
-أو أن يكون بين الـ N والبنزن ذرة كربون ويصبح هنا رقم N هو 2والمركب هو الـ Isoquinoline.(أي الترقيم لم يتغير إما N1 أو N2)

## التواجد والعزل
تم استخراج الكينولين أولا من قطران الفحم في عام 1834 من قبل Friedlieb فرديناند رونج. Coal tar remains the principal source of commercial quinoline.

## التحضير
الكينولين غالبا ما يخليق  من أنيلين بسيط باستخدام عدد من ردود الفعل اسمه.
لا يحضر بدمج بنزن مع البيريدين وإنما بعملية الحلقنة Cyclization من الأنيلين مع مركب كيتوني يحتوي على مجموعة ميتلينية

## التفاعلات الكيميائية
- ويتأكسد الكينولين إلى حمض كينولنيك وهو حمض بيريدين3,2- ثنائي الكربوكسيل , ولا تتأكسد الحلقة المحتوية على النتروجين لأنها أقل نشاطا .
- وعند اختزال الكينولين بالقصدير وحمض الهدروكلوريك يضاف الهدروجين إلى حلقة البيريدين ويتكون 4,3,2,1 , -رباعي هدروكينولين.
- وعند اختزال الكينولين بالهدروجين في وجود حافز مثل النيكل يتحول إلى ديكاهدرو كينولين .
- ويتفاعل الكينولين مع الكواشف الإلكتروفيلية في الموضع رقم 8 ,
- اما مع الكواشف النيوكليوفيلية فيحدث الاستبدال في موضعي 4,2 ,
  - يتفاعل مثلا مع أيون النترونيوم معطيا 8- نتروكينولين
  - ويتفاعل مع أميد الصودا في موضعي 4,2 , مكونا 2- أمينوكينولين و4- أمينوكينولين .
- تفاعل التبادل الإلكتروفيلي يفضل البنزن (أي يحدث على حلقة البنزن)، في حين يحدث التفاعل النكليوفيلي على حلقة البيريدين.
- وعند إجراء النيترة بحمض النتريك والكبريتيك يتكون أيضا 5- نتروكينولين .
- ويتفاعل الكينولين مع البروم مكونا 5- و 8- بروموكينولين ولكن عن إجراء البرومة في الطور البخاري يتكون 3- بروموكينولين وعند 500 ْس يتكون 2- بروموكينولين .
- ويتفاعل الكينولين مع حمض الكبريتيك عند 200 ْس ويتكون حمض 8- كينولين سلفونيك مع قدر صغير من أيسومر 5- كينولين سلفونيك .

### التبادل الالكتروفيلي
يحدث على حلقة البنزن في الموقعين  5أو8 لينتج معنا مزيج من كليهما تختلف نسبته من تفاعل لأخر
تعطي نترجة الكينولين مزيج من منتجين هما 5نتروكينولين (90%) و8 نتروكينولين (10%) بينما لاحظوا البرومة.

## التطبيقات
- يستخدم الكينولين في تصنيع الصبغات، تحضير كبريتات الهيدروكسي كينولين والنياسين. ويستخدم أيضاً كمذيب للراتنجات والترپينات.[5]
- وقد وجد حلقة الكينولين تمتلك مضادات الملاريا، مضادات البكتيريا، الفطريات، طاردة للديدان، مقوية للقلب، مضادة للاختلاج، مضادة للالتهابات، ومسكن.[6]

## وصلات خارجية
- New methods of synthesizing quinolines